# 인천광역시버스준공영제협력협회
인천광역시버스준공영제협력협회는 인천광역시 준공영제 시행에 동의하는 버스업체로 구성된 협회이다. 당초 인천광역시버스운송사업조합 소속이었으나, 준공영제 시행에 반대하는 업체들에 반발하여 조합을 탈퇴하여 2009년 2월 18일 인천시의 인가를 얻어 별도의 협회를 구성하였다.

## 회원사 목록
- 강인여객
- 강인교통
- 강화교통
- 공영급행
- 미래교통
- 동화운수
- 논현버스
- 해성운수
- 부일운수
- 삼화고속
- 삼환교통
- 삼환여객
- 삼환운수
- 선진여객
- 성민버스
- 세원교통
- 송도버스
- 시영운수
- 신동아교통
- 신강교통
- 영종운수
- 원진운수
- 인강여객
- 인천교통공사
- 인천선진교통
- 인천제물포교통
- 천지교통
- 청라교통
- 청룡교통
- 태양여객

## 같이 보기
- 대한민국의 버스 회사 목록